# 孙仲康
孙仲康（1930年—2013年），男，上海人，中国通信与电子系统专家，中国人民解放军少将，曾任国防科学技术大学教授、博士生导师。